# Bâtiment situé 4 rue Hajduk Veljkova à Jagodina
Le bâtiment situé 4 rue Hajduk Veljkova à Jagodina (en serbe cyrillique : Зграда у Ул. Хајдук Вељковој 4 у Јагодини ; en serbe latin : Zgrada u Ul. Hajduk Veljkovoj 4 u Jagodini) se trouve à Jagodina, dans le district de Pomoravlje, en Serbie. Il est inscrit sur la liste des monuments culturels protégés de la république de Serbie (identifiant no SK 283).

## Présentation
Le bâtiment est caractéristique des maisons « moraviennes » construites selon le système des colombages avec un remplissage en briques.
Situé sur un terrain légèrement en pente, il est doté d'une cave qui s'étend sous la moitié du rez-de-chaussée et possède un porche-galerie angulaire. Le toit à quatre pans est recouvert de tuiles. À l'intérieur, le bâtiment est composé de la « maison » proprement dite, c'est-à-dire de la pièce principale où se trouve un foyer, ainsi que de trois autres pièces.
La reconstruction du bâtiment s'est terminée en 1992.